# كفترو (دهرود)
كفترو (بالفارسية: کفترو) هي قرية تقع في إيران في قسم دهرود الريفي. يقدر عدد سكانها بـ 157 نسمة بحسب إحصاء 2016.